# Giorgi Gongadze
Giorgi Gongadze (georgiska: გიორგი რუსლანის ძე ღონღაძე, Giorgi Ruslanis dze Gongadze, ukrainska: Георгій Русланович Ґонґадзе, Heorhij Ruslanovytj Gongadze) född 21 maj 1969 i Tbilisi, död 17 september 2000 i Ukraina, var en ukrainsk journalist med georgiskt påbrå som kidnappades och mördades år 2000. 
Omständigheterna kring mordet på Gongadze blev en nationell skandal och misstankarna riktades mot den dåvarande ukrainska presidenten Leonid Kutjma. Inspelningar på kassettband släpptes, där man kunde höra Kutjma, Volodymyr Lytvyn med flera diskutera behovet av att tysta ner Gongadze på grund av hans online-rapporter om korruptionen inom de högre leden. Den tidigare inrikesministern, Jurij Kravtjenko, mördades med två skott i huvudet den 4 mars 2005, bara timmar innan han skulle framföra bevismaterial mot Kutjma som vittne i fallet. Kravtjenko var den högste ansvarige för de fyra polismän som anhölls för mordet på Gongadze, strax efter Kravtjenkos död. 
År 2013 dömdes polisgeneralen Oleksij Pukatj till livstids fängelse för att ha mördat Gongadze och sedan ha halshuggit liket. Pukatj erkände men hävdade att han agerat på order från inrikesministern Jurij Kravtjenko. Pukatj menade också att Leonid Kutjma och parlamentets förre talman Volodymyr Lytvyn också borde ha befunnit sig i de anklagades bås då de skall ha beordrat mordet.
Gongadzes änka, Myroslava Gongadze, och deras två gemensamma barn ansökte och medgavs politisk asyl i USA och de har bott där sedan år 2001. 
Av president Viktor Jusjtjenko tilldelades Gongadze orden "Ukrainas hjälte" den 23 augusti 2005.

### Fotnoter
1. ↑  ”Key suspect in Gongadze murder arrested; Pukach allegedly strangled journalist, but who gave the order?”. Kyiv Post. 22 juli 2009. http://www.kyivpost.com/news/nation/detail/45690/. (engelska)
2. ↑  ”Murderer of Georgian journalist Giorgi Gongadze gets life sentence” (på engelska). Georgianews.ge. 1 januari 2013. Arkiverad från originalet den 22 februari 2014. https://web.archive.org/web/20140222034632/http://www.georgianews.ge/law/22029-murderer-of-georgian-journalist-giorgi-gongadze-gets-life-sentence.html. Läst 29 augusti 2013.
3. ↑  ”Про присвоєння Г. Гонгадзе звання Герой України”. Ukrainas regering. 23 augusti 2005. http://zakon1.rada.gov.ua/cgi-bin/laws/main.cgi?nreg=1202%2F2005. (ukrainska)